# 아테네 공국
아테네 공국은 제4차 십자군 이후 비잔티움 제국의 영토였던 아테네에 설립된 십자군 국가이다. 아티키와 보이오티아에 걸쳐 있었으며, 15세기 오스만 제국에 병합될 때까지 존속했다.

## 역사
첫번째 아테네 공작은 제4차 십자군에 참여한 부르고뉴 출신 기사인 오토 드 라 로슈였다. 1205년 공국 성립 당시부터 아테네 공작으로 알려졌으나, 공식적으로는 1260년에 작위를 받았다. 오토는 스스로를 "아테네 공"(라틴어: Dominus Athenarum, 프랑스어: Sire d'Athens)이라고 불렀고, 시민들은 아테네 공작을 대군주(그리스어: Μέγας Κύρης)라고 불렀다.
아테네 공국은 성립 당시 테살로니카 왕국의 봉국이었다. 그러나 1224년 테살로니카가 멸망한 이후 에페이로스와 아카이아 공국이 각각 소유권을 주장했다. 그러나 1267년 이후에는 다른 라틴 제국 국가들과 함께 시칠리아 왕국의 카를로 1세에게 충성을 맹세했다.
1308년 아테네 공작이 된 브리엔 공작 고티에 5세는 아라곤의 카탈루냐 용병대를 고용해 에페이루스와 니케아 제국에 맞서 싸우려고 했다. 그러나 1311년 고티에 5세가 용병대를 배반하자 이들은 그를 죽이고 공국을 차지해 아라곤의 속국으로 만들었다. 카탈루냐 용병대는 1318년 테살리아 남부를 점령하고 네오파트리아 공국을 아테네 공국에 합병시켰다.
1379년 라틴 제국 황제가 고용한 나바라 용병대가 테베와 네오파트리아를 점령했다. 아라곤은 네오파트리아와 아티키 지방의 일부만을 지배하게 되었다. 1381년에 아테네 공국은 시칠리아 왕국의 속국이 되었고, 1388년에는 피렌체의 아차이올리 가문이 아테네를 점령했다.
아테네는 1444년에는 이후 비잔티움 제국의 황제가 되는 모레아의 콘스탄티누스 11세에게 점령되었다가, 콘스탄티노폴리스 함락 이후에는 오스만 제국에 완전히 병합되었다. 그러나 이후에도 "아테네와 네오파트리아 공작"의 칭호는 아라곤의 왕들을 거쳐 현재의 스페인 왕까지 계승되고 있다.